# Wandella alinjarra
Wandella alinjarra är en spindelart som beskrevs av Gray 1994. Wandella alinjarra ingår i släktet Wandella och familjen Filistatidae.
Artens utbredningsområde är Northern Territory, Australien. Inga underarter finns listade i Catalogue of Life.